# Quercus battandieri
Quercus battandieri är en bokväxtart som beskrevs av Aimée Antoinette Camus. Quercus battandieri ingår i släktet ekar, och familjen bokväxter. Inga underarter finns listade.